# Barringtonia gigantostachya
Barringtonia gigantostachya är en tvåhjärtbladig växtart som beskrevs av Sijfert Hendrik Koorders och Theodoric Valeton. Barringtonia gigantostachya ingår i släktet Barringtonia och familjen Lecythidaceae.

## Underarter
Arten delas in i följande underarter:
- B. g. gigantostachya
- B. g. megistophylla